# دانشکده علوم پزشکی بهبهان
دانشکده علوم پزشکی بهبهان دانشکده‌ای زیر نظر وزارت بهداشت، درمان و آموزش پزشکی واقع در شهرستان بهبهان می‌باشد. این دانشکده در پی ارتقا دانشکده پیراپزشکی بهبهان در سال ۱۳۹۰ تأسیس شد و مسئول ارائه خدمات بهداشتی درمانی به جمعیتی ۳۴۵ هزار نفری در شهرستان‌های بهبهان و آغاجاری در جنوب شرق استان خوزستان است. این دانشکده ارائه دهندهٔ رشته‌های پزشکی، توانبخشی (فیزیوتراپی، گفتار درمانی، کار درمانی، رادیوتراپی و …)، بهداشت عمومی، پیراپزشکی، پرستاری و مامایی است.

## تاریخچه
دانشکده پیراپزشکی بهبهان در سال ۱۳۷۰ تحت نظر دانشگاه علوم پزشکی جندی شاپور اهواز شروع به کار نمود. در سال ۱۳۹۰ مجوز تأسیس دانشکده علوم پزشکی و خدمات بهداشتی درمانی بهبهان از طرف شورای گسترش وزارت بهداشت درمان و آموزش پزشکی صادر گردید.

## رشته‌ها
- پزشکی (دکتری)[۱۲][۱۳][۱۴]
- فیزیوتراپی (کارشناسی پیوسته)
- گفتار درمانی (کارشناسی پیوسته)
- کار درمانی (کارشناسی پیوسته)
- علوم تغدیه (کارشناسی)
- فوریت‌های پزشکی (کارشناسی پیوسته)
- بهداشت حرفه ای و ایمنی کار (کارشناسی پیوسته)
- تکنولوژی پرتوشناسی (کارشناسی پیوسته)
- پرستاری (کارشناسی پیوسته)
- مامایی (کارشناسی پیوسته)
- علوم آزمایشگاهی (کارشناسی پیوسته)
- بهداشت عمومی (کارشناسی ناپیوسته)
- اتاق عمل (کارشناسی پیوسته)
- رادیولوژی (کارشناسی پیوسته)
- هوشبری (کارشناسی پیوسته)
- مهندسی بهداشت محیط (کارشناسی ناپیوسته)
- مهندسی بهداشت حرفه‌ای (کارشناسی پیوسته)[۱۵][۱۶][۱۷][۱۸]

## خدمات بیمارستان تخصصی و فوق تخصصی زنان و زایمان فریده بهبهانی

#### بلوک زایمان تک نفره LDR
بلوک زایمان طبیعی بیمارستان تخصصی و فوق تخصصی زنان و زایمان فریده بهبهانی در سال ۱۳۹۵ افتتاح و از آن زمان امکان حضور همسر و همراه آموزش دیده در این بلوک فراهم شده است، گفتنی است که اتاق‌های زایمان LDR اکنون با ۵ تخت در حال خدمات دهی به مادران برای زایمان طبیعی می‌باشند.

## مسئولین دانشکده
- محمد صباغان - رئیس دانشکده علوم پزشکی بهبهان[۲۱][۲۲]
- روح‌الله خارا - آموزشی، تحقیقاتی و دانشجوئی، فرهنگی دانشکده علوم پزشکی بهبهان
- محمد رضا خواجه پور - معاونت درمان دانشکده علوم پزشکی بهبهان[۲۳][۲۴]
- امیر حسین روزبه - معاونت بهداشت دانشکده علوم پزشکی بهبهان[۲۵][۲۶]
- کمال خوبانی - معاونت توسعه مدیریت، منابع و برنامه‌ریزی[۲۷][۲۸]
- صغری حدادی فرد - مدیریت غذا و دارو دانشکده علوم پزشکی بهبهان[۲۹]
- نوید وحدت - مدیریت اداره آمار و فناوری اطلاعات دانشکده علوم پزشکی بهبهان[۳۰]

## بیمارستان‌ها
- بیمارستان بزرگ ولی عصر بهبهان

بیمارستان شهیدزاده

- بیمارستان بزرگ دکتر شهیدزاده بهبهان
- بیمارستان زنان و زایمان فریده بهبهانی
- بیمارستان قلب فاطمه الزهرا بهبهان
- بیمارستان مصطفی خمینی بهبهان (تأمین اجتماعی)
- بیمارستان جامع سرطان ام البنین بهبهان
- بیمارستان اشرفی اصفهانی آغاجاری
- بیمارستان محلی تشان_بهبهان
- بیمارستان محلی امام حسین زیدون_بهبهان
- بیمارستان جراحی مهرگان بهبهان
- بیمارستان دندانپزشکی مهرگان بهبهان
- بیمارستان امام حسن بهبهان
- بیمارستان شهیدحسین نژاد بهبهان

## پروژه‌های اخیراً ساخته شده یا درحال ساخت
- ساختمان دانشکده پزشکی امام رضا (ع) به مساحت سه هزار و ۵۰۰ مترمربع واقع در پردیس دانشگاهی ولی عصر[۳۱]
- احداث ساختمان دانشکده دندانپزشکی
- احداث ساختمان دانشکده توانبخشی
- احداث ساختمان دانشکده پیراپزشکی ۲
- احداث ساختمان دانشکده پرستاری و مامائی
- احداث ساختمان دانشکده بهداشت
- احداث بیمارستان امام حسن (ع) بهبهان با مساحت یک هزار و ۵۰۰ مترمربع[۳۱]
- احداث بیمارستان حسین‌نژاد کوی اسلام‌آباد